# Løpsmarka
Løpsmarka är en tätort och förstad till staden Bodø som ligger i Bodø kommun i Nordland fylke i norra Norge. Tätorten hade 2 213 invånare den 1 januari 2012 och ligger cirka sex kilometer nordöst om Bodø centrum.
Løpsmarka är på tredje plats bland Norges mest tätbefolkade områden med 2 635 invånare per kvadratkilometer, efter Oslo med 3 192 invånare per kvadratkilometer och Hålandsmarka i Sola kommun med 3 940 invånare per kvadratkilometer.